# Кривошлыков, Михаил Васильевич

Памятник Кривошлыкову и Подтёлкову в Каменске-Шахтинском

Михаи́л Васи́льевич Кривошлы́ков (21 ноября 1894, хутор Ушаков Еланской станицы — 11 мая 1918, хутор Пономарёв Краснокутской станицы) — участник Гражданской войны, левый эсер, один из руководителей революционного казачества на Дону во время Гражданской войны в России, член правительства Донской Советской Республики от партии левых социалистов-революционеров. Казнён белоказаками.

## Биография
Родился в семье кузнеца. В 1909 году поступил «на казённый кошт» в Донское сельскохозяйственное училище, расположенное в пос. Персиановском неподалёку от Новочеркасска. Учился отлично, редактировал рукописный ученический журнал «Первые шаги». После окончания училища был направлен агрономом в Сальский округ. Желая продолжать образование, поступил на заочное отделение Киевского коммерческого института, но с началом Первой мировой войны был призван в армию, откуда позднее был направлен в краткосрочную школу прапорщиков при Новочеркасском казачьем училище.
Отец не имел возможности купить ему коня (казак и в армии должен был иметь своего коня), и Кривошлыков был назначен в 28-й Донской казачий полк командиром пешей разведки. С фронта он писал отцу: «…Папаша, офицеры посмеиваются над моей службой, да и на самом деле тягостна служба пешим. Хотя в казне выпроси в долг денег и купи коня…» Конь был куплен, переправлен на фронт, и Кривошлыков получил назначение на должность командира сотни. После Февральской революции был избран председателем полкового комитета и членом комитета 5-й Донской казачьей дивизии. Весной 1917 года прапорщик Кривошлыков приехал на побывку домой с русско-германского фронта. Односельчане избрали его делегатом на Войсковой круг, который собрался в мае 1917 года в Новочеркасске, где он выступил с резкой обличительной речью против атамана Каледина, после чего в июне вновь отправился на фронт.
Восставшая 5-я казачья дивизия, в состав которой входил 28-й полк, снялась с передовых позиций и отправилась на Дон, где была расквартирована в хуторе Гусеве, вблизи станицы Каменской, и где началась революционная деятельность Кривошлыкова.
В казачьем антисоветском журнале «Донская Волна» за 1918 год можно найти такой отзыв о Кривошлыкове:

Среднего роста, невзрачный на вид, с шапкой взбитых волос и малоэнергическим, но озлобленным лицом, с ленивой нескладной речью и угловатыми движениями, — таким представляется мне Кривошлыков по воспоминаниям первых дней революционного времени. Тогда он был юнкером Новочеркасского казачьего училища. Будучи совершенно незаметным до переворота, он стал обращать на себя внимание в первые же дни революции не только резкостью и крайностью своих суждений, но и грубой бесшабашностью, разрушительным характером своих поступков. «Революционные» требования по отношению к училищной дисциплине, выпады против офицерского состава и обвинение его в «контрреволюционности», снятие со стен и битие царских портретов, — таковы были выступления Кривошлыкова. В то время юнкера училища, встретив радостно, воодушевлённо совершившийся переворот, более чем сдержанно и с беспокойством следили за всё возраставшей тенденцией к пресловутому «углублению» революции. Кривошлыков, определённо ставший с немногими другими на сторону крайних течений, не мог получить сочувствия большинства. Он не был достаточно образован, я бы сказал, умён, чтобы приобрести авторитет и своими убеждениями увлечь за собой юнкеров, и его резкие выходки, направленные к уничтожению всего, что напоминало «старый режим», встречали сильный отпор и осуждение. И только с постепенным упадком дисциплины, с всё увеличивающимся ростом разнузданности, с падением авторитета товарищеской сдержки и осуждения, Кривошлыков стал выдвигаться и попадать в различные училищные организации. Однако, быть может, в силу существовавшей тогда достаточной спайки и единодушия между юнкерами и офицерским составом училища, а также наличности значительного авторитета начальника училища ген. Попова — впоследствии походного атамана, а может быть и в силу довольно высокого образовательного уровня большинства юнкеров, которое составляли бывшие студенты и учителя, — вернее в результате всего этого крайние течения революционного времени не имели в училищных организациях поддержки. Работа всё время велась в направлении сглаживания острых углов старой и новой эпох, в направлении сохранения нормального хода училищной жизни и дисциплины в условиях бурных переживаний тех дней. Кривошлыков не мог иметь успеха и не имел его. И если впоследствии по выходе из училища ему суждено было стать одним из большевистских комиссаров, то разгадку этого на первый взгляд странного явления следует видеть именно в тех чертах характера Кривошлыкова, которые определяются анархичностью его взглядов и действий. Это больше всего импонировало разнузданной толпе, и за такими именно, как Кривошлыков, она шла.— «Донская волна» № 7 от 22 июля 1918 года. — 1918.
На съезде казаков-фронтовиков, состоявшемся в станице Каменской 10 (23) января 1918 года, был избран секретарём Донского казачьего военно-революционного комитета (Донревкома) (председатель — Ф. Г. Подтёлков). С февраля 1918 — секретарь Донского областного ВРК. В апреле 1918 года в Ростове состоялся первый съезд Советов Донской Советской республики, на котором было создано правительство советского Дона, вошедший в него Кривошлыков стал комиссаром по делам управления. В составе мобилизационного отряда — так называемой экспедиции Подтёлкова — он был направлен на Верхний Дон для формирования революционных воинских частей. В хуторе Калашникове экспедиция была схвачена белоказаками. 78 её участников были расстреляны, а сам Кривошлыков — повешен 11 мая 1918 года вместе с Подтёлковым в хуторе Пономареве.
Во втором томе романа Михаила Шолохова «Тихий Дон» описывается казнь Фёдора Подтелкова и Михаила Кривошлыкова, а также всего его отряда в хуторе Пономарёв.

## Память

Памятник Крывошлыкову и Подтелкову в Новочеркасске

- Памятники Кривошлыкову и Подтёлкову установлены в городах Ростовской области: Новочеркасске (Памятник) и Каменске-Шахтинском (Памятник), а также на хуторе Пономарёв, Кашарского района Ростовской области. В станице Боковской в 1962 году установлен памятник М. В. Кривошлыкову;
- Именем Кривошлыкова назван хутор Кривошлыков в Кашарском районе Ростовской области;
- Именем Кривошлыкова названы улицы во многих городах, сёлах и станицах Ростовской области, таких как: Новочеркасск, Шахты, Каменск-Шахтинский, Миллерово, Константиновск, Морозовск, Новошахтинск, Батайск, Аксай и других; а также в некоторых населённых пунктах других регионов, таких как: Урюпинск и Букановская Волгоградской области, Снежное Донецкой области;

В октябре 2015 года Михаил Кривошлыков был включён в опубликованный Украинским институтом национальной памяти «Список лиц, которые подпадают под закон о декоммунизации».